# Veturia Goga
Veturia Goga (n. 30 mai 1883, Sebeșul Săsesc – d. 15 iunie 1979, Ciucea) a fost o cântăreață română de operă. A fost întâi soția lui Lazăr Triteanu și apoi a poetului Octavian Goga.
Veturia a avut o educație aleasă, în particular sau la pensionul săsesc din Sibiu. La 14 ani era deja o poliglotă fluentă în germană, franceză, maghiară.

## Educația muzicală
Veturia a crescut și s-a format în familia preotului Zevedei (Zacheiu) Mureșan din Sebeș, care avea o aplecare și spre muzica laică. Cei trei copii ai preotului, doi băieți și o fetiță, cântau și la diferite instrumente: Octavian, fratele mai mare, la vioară, Veturia (Duța) la pian și Pompiliu, fratele cel mic, înzestrat cu o deosebită dexteritate, mânuia cu talent toate instrumentele cu coarde, de percuție, sau de suflat.
Ulterior, vocea sa a fost șlefuită de două dintre cele mai renumite profesoare de canto ale epocii: Mathilde Marchesi, la Paris, și Ella Gmeiner-Klein, la Berlin.

## Cariera muzicală
În 1903, anul căsătoriei sale cu asesorul consistorial Lazăr Triteanu, Veturia (încă Mureșan) a debutat în Concertul „Reuniunii Române de Muzică și Cântări” de la Sibiu, cu piesa „Răsunetul de la Crișana” de Ion Vidu. Ca solistă a aceleiași formații a cântat lieduri și doine la spectacolele organizate în zilele de 27 și 29 august 1906 la Arenele Romane din București, pentru Expoziția generală română.
Apoi a devenit cunoscută și la Budapesta când, în martie 1909, a fost solista concertului organizat de Societatea Studențească Petru Maior din Budapesta, concert cu un larg ecou în capitala Ungariei.
În anul 1909 l-a cunoscut la Sinaia pe George Enescu care i-a mijlocit accesul în intimitatea reginei Elisabeta (Carmen Sylva), devenind Doamnă de onoare a acesteia, calitate în care cânta la Reuniunile muzicale ale acesteia.
La 28 decembrie 1909 a susținut un mare concert la Ateneul Român unde, acompaniată la pian de George Enescu și Th. Fucs, a interpretat cântece de Tiberiu Brediceanu și piese din Bach, Dvořák și Strauss. În cursul anului 1909, Veturia a cântat în mai multe limbi: germană, franceză, română și maghiară și a călătorit în diverse capitale europene ca Paris, Berlin, Viena, Budapesta sau Roma, iar la începutul anului 1910, a cântat la Oradea în opereta „Șeherezada” de Tiberiu Brediceanu. În urma acestor succese, Veturiei Muresan i se spunea prin 1911 „Privighetoarea Ardealului”.
Un alt concert remarcabil l-a avut în 1912, când, acompaniată la pian de George Enescu și Cella Delavrancea a interpretat roluri din Cavalleria rusticana de Mascagni și Secretul Susanei de Ermanno Wolf-Ferrari.
Veturia a cântat și în două concerte la Opera Regală din Berlin, rolul Elisabetei din Tannhäuser a lui Wagner și din Flautul fermecat de Mozart.
Fiind Doamnă de onoare, i-a fost prezentată lui Sigfried Wagner, fiul lui Richard Wagner, venit în 1913 la Palatul Cotroceni pentru a dirija două concerte. Ascultând-o, acesta a angajat-o pentru a cânta în 10 concerte pe scena celebrului Festival de la Bayreuth, apreciind timbrul și forța dramatică a vocii sale.
Cariera muzicală a Veturiei Goga a durat numai 16 ani, până în anul 1919, când s-a căsătorit cu Octavian Goga și, pentru a nu alimenta gelozia soțului, a renunțat la orice activitate muzicală.

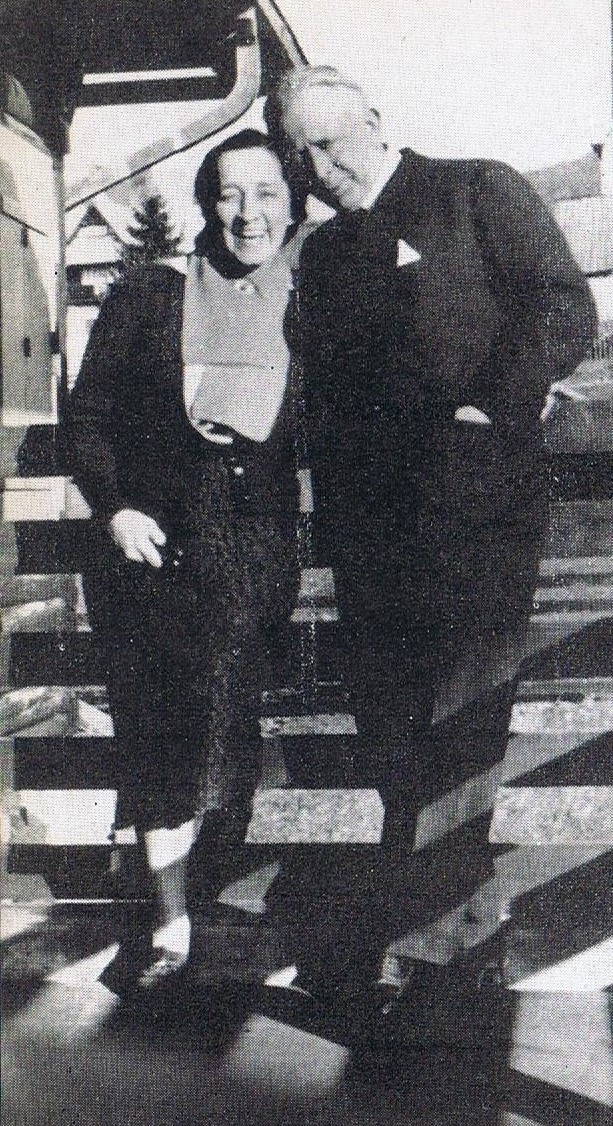
Octavian si Veturia Goga in 1938

## Viața publică
Veturia Goga, care l-a cunoscut pe Adolf Hitler cu ocazia aparițiilor sale la Festivalul de la Bayreuth, era singurul translator român acceptat de Hitler în discuțiile pe care acesta le avea cu mareșalul Ion Antonescu. Veturia Goga era și prietenă cu Maria Antonescu, soția mareșalului.
Mircea Goga, profesor de la Universitatea Sorbona din Paris, ultimul nepot al lui Octavian Goga, scria în cartea „Privighetoarea lui Hitler“ că el crede că Veturia era agent secret al Reichului și că după 1944 Veturia Goga a devenit comunistă și și-a păstrat astfel „castelul” de la Ciucea (Conacul Octavian Goga din Ciucea), ce fusese cumpărat și renovat de Octavian Goga.
Mircea Goga susține că mariajul cu Octavian Goga a fost, de fapt, misiunea încredințată Veturiei de către serviciile secrete germane, care ar fi recrutat-o încă din 1914. Potrivit lui Mircea Goga, Veturia i-ar fi dat informații lui Hitler despre activitățile lui Carol al II-lea, mareșalul Antonescu și, chiar, ale soțului, Octavian Goga. Mircea Goga este contrazis de Dan Brudașcu, cu un doctorat la Cluj despre opera lui Goga, care o apără pe Veturia spunând că aceasta ar fi spionat cu știrea autorităților de la București, cu sprijinul diplomaților români din capitalele europene, exclusiv în interes național.
Legionarii considerau că Veturia era agentă a Intelligence Service-ului britanic și că, făcând parte din anturajul intim al generalului Ion Antonescu, a contribuit hotărâtor la declanșarea conflictului între acesta și Garda de Fier.

## Mausoleul și biserica
Între anii 1938-1958 Veturia Goga a realizat la Ciucea „Mausoleul”, un monument funerar ridicat după planurile arhitectului George Matei Cantacuzino și decorațiile, în mozaic, proiectate de artista plastică Nora Steriade. „Mausoleul iubirii” are 8 m înălțime, cu o bază de 4 m. Mausoleul este construit din marmură și mozaic de Murano, adus din Italia. Placarea cu mozaic a fost efectuată de Veturia care a muncit aproape 20 de ani la finalizarea lucrării.
În 1939, după moartea soțului său, Veturia Goga a adus la Ciucea un monument de arhitectură românească, biserica din lemn din comuna sălăjeană Gălpâia și a înființat o mănăstire de maici care a funcționat până în 1947 și și-a reluat activitatea în 1994.

## Viața după al Doilea Război Mondial
În 1946 a fost condamnată de Tribunalul Poporului (care o cercetase ca vicepreședintă a Consiliului de Patronaj al Operelor Sociale înființat de Ion Antonescu, soție de fost prim-ministru, acuzată de dezastrul la care a fost împinsă țara de război, inclusiv de subminarea economiei naționale, ca și de sustragerea unor bunuri ce ar fi aparținut unor evrei sau comunități evreiești – acuzație niciodată dovedită, însă etc.) și obligată să aibă „domiciliul forțat” la Ciucea, fiind obligată până în 1957 să meargă regulat la postul de miliție, pentru a declara că nu a plecat din localitate. În realitate, Consiliul de Patronaj al Operelor Sociale, angrenat într-o multitudine de acțiuni și manifestări sociale și de caritate, a venit deseori și în sprijinul populației evreiești, fie concret, cu ajutoare materiale și medicamente, fie prin intervenții la factorii de decizie politică inclusiv pentru a salva de la deportare persoanele amenințate. În acest sens, mai târziu, în procesul din 1946, când Veturia Goga a fost pusă sub acuzare pentru că a fost în conducerea acestei organizații, o serie de evrei au dat declarații și au depus mărturie, confirmând sprijinul de care beneficiaseră din partea ei personal.
În procesul în care Veturia Goga a fost judecată împreună cu Maria Antonescu, acestea au fost acuzate și de furtul bunurilor din Legația Sovietică în vara anului 1941, constând din mobilier, covoare, veselă.
În 1967 Veturia a donat proprietatea statului cu condiția înființării unui complex muzeal memorial, care să poarte numele poetului, iar ea să poată locui aici până la moarte. În plus, a pretins și obținut acordarea unei pensii de merit, precum și retribuirea ei ca director al respectivului muzeu. Astfel a luat naștere Muzeul Memorial „Octavian Goga” unde Veturia, gazdă fiind, a continuat să locuiască și să se preocupe de destinul postum al operei lui Octavian Goga până în anul 1979, anul morții sale.
În 1979 înmormântarea Veturiei a fost sobră și austeră, fără lumânări, fără pomeni, fără alai, doar muzica a însoțit-o până la „Mausoleu”, unde a fost așezată lângă fostul ei soț după 41 de ani de la marea despărțire.

## Distincții
În 1909 Regele Carol I a decorat-o pe Veturia cu Ordinul Bene Merenti, cl. I pentru Artă și Cultură, acordându-i totodată titlul de „Interpretă de Cameră a Coroanei”.
- Crucea „Meritul Sanitar” cl. I (9 mai 1942) pentru „devotament și abnegație în opera de îngrijire a răniților de războiu, aducând și importante contribuțiuni de ordin moral și material în greaua misiune de organizarea și întreținere a spitalelor de răniți”[14]